# Tomoki Kyōda
Tomoki Kyōda (京田 知己, Kyōda Tomoki) (Osaka, 1970) è un animatore giapponese.

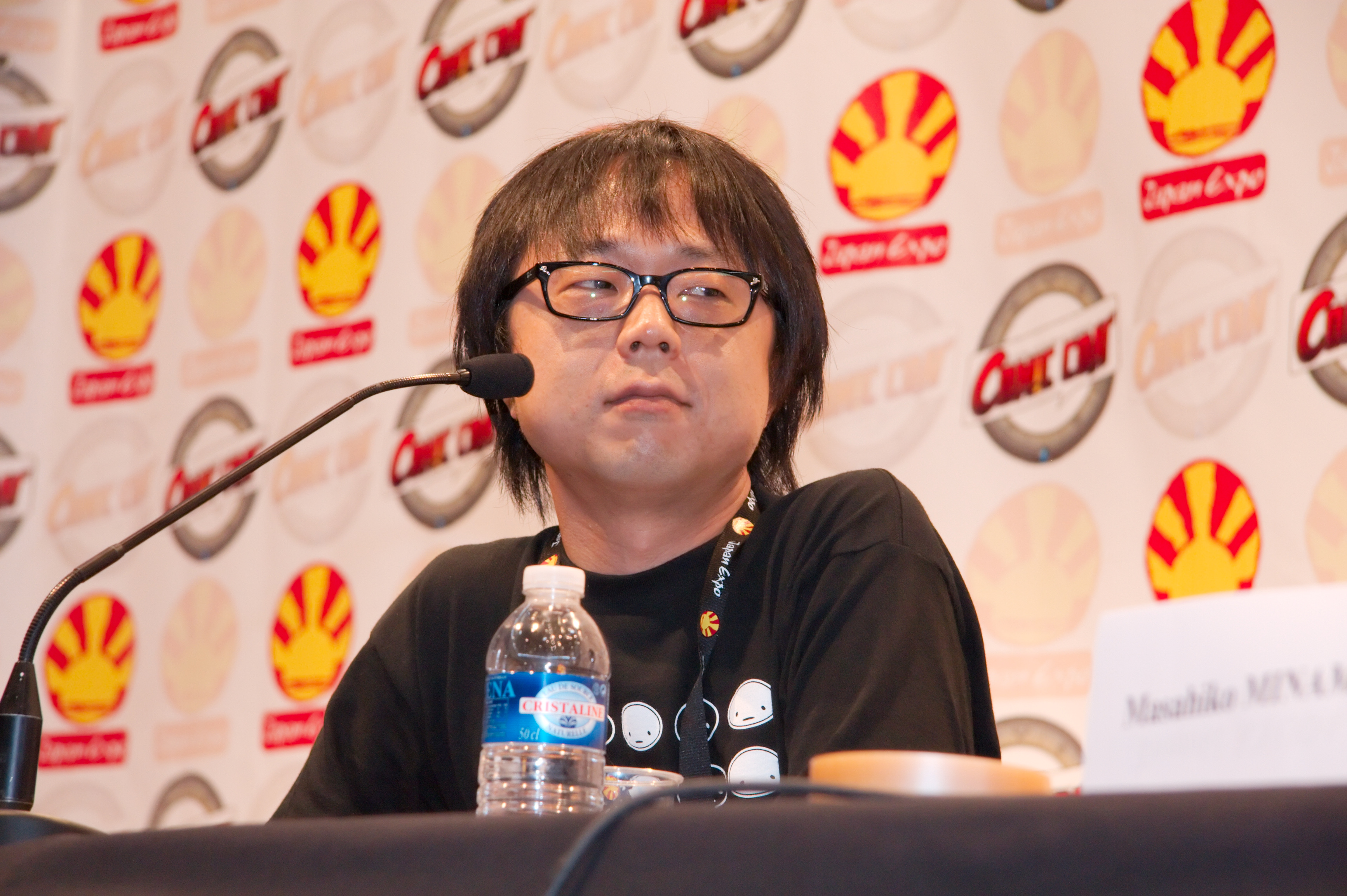
Tomoki Kyoda al Japan Expo 2009

Kyoda precedentemente era un graphic designer, prima di entrare nel settore dell'animazione; egli decise di intraprendere una carriera di animatore perché, fin dalla prima infanzia, desiderava un giorno poter dirigere una serie animata. Dopo aver svolto vari lavori di supervisione alle animazioni si è unito allo staff dell'anime RahXephon come aiuto regista e in seguito ha diretto RahXephon: Pluralitas Concentio, il suo primo film. Successivamente è diventato regista di Eureka Seven, che, come RahXephon, è prodotto dallo studio Bones. Ha collaborato con la Gainax e lo studio Khara nella produzione della nuova tetralogia Rebuild of Evangelion, reboot di Neon Genesis Evangelion, come addetto agli storyboard nel primo film, Evangelion: 1.0 You Are (Not) Alone. Più di recente ha ripreso a lavorare su Eureka Seven in seguito all'annuncio di un nuovo lungometraggio.